# Anthurium espinae
Anthurium espinae är en kallaväxtart som beskrevs av Thomas Bernard Croat. Anthurium espinae ingår i släktet Anthurium och familjen kallaväxter. Inga underarter finns listade.